# Далеко від дому
Далеко від дому — драма 1988 року.

## Сюжет
У 1963 році ферма їх батька процвітала, навіть Хрущов відвідав її як зразкове господарство. Через 20 років батько помер, справи для фермерів складалися погано, наростала хвиля банкрутств. Скоро і їх ферму відняв банк. Тоді брати Френк і Террі спалили ферму і стали злочинцями. Преса зробила з них героїв, їх порівнювали з братами Френком і Джессі Джеймсом, але цей «героїзм» привів їх на небезпечну стежку і Френк мало не змусило молодшого брата переступити межу, через яку не могло бути повернення.